# 格里巴诺夫斯基区
格里巴诺夫斯基区（俄语：Грибановский район）是俄罗斯联邦沃罗涅日州下辖的一个区，其行政中心为格里巴诺夫斯基。据2016年统计，该区的人口为30751人。